# Filips van Artesië (1269-1298)
Filips van Artesië (1269 - 11 september 1298) was heer van Conches-en-Ouche, en oudste zoon van Robert II "de Edele", graaf van Artesië en Amicie van Courtenay.

## Biografie
Filips van Artesië erfde in 1275 van zijn moeder de heerlijkheden Conches-en-Ouche en Mehun-sur-Yèvre. Hij was daarenboven ook heer van Nonancourt en Domfront. In 1291 werd door koning Filips IV van Frankrijk een dispuut over een opvolging tussen Filips van Artesië, als erfgenaam van zijn jongere, overleden broer Robert, en de familie van de heren van Sully beëindigd, waarbij beide partijen een deel van de erfenis ontvingen.

### Huwelijk en nageslacht
Hij was in november of oktober 1281 getrouwd met Blanche van Bretagne (1270-1327), dochter van Jan II, hertog van Bretagne en Beatrice van Engeland, en ze hadden de volgende kinderen:
- Marguerite (1285-1311), gehuwd met Lodewijk van Frankrijk, graaf van Évreux, met wie ze vijf kinderen en nakomelingen had;
- Robert III (1287-1342), graaf van Beaumont-le-Roger, die nageslacht had;[5]
- Isabella (1288-1344), een non in Poissy;
- Johanna (1289-ap.1347), gehuwd met Gaston I, graaf van Foix
- Maria (1291-1365), gehuwd met Jan I, markgraaf van Namen, die elf kinderen hadden;
- Catherina (1296-1368), gehuwd met Jan II van Castilië, graaf van Aumale.

### Dood
Filips, die dapper had gevochten in de slag bij Bulskamp op 20 augustus 1297, was echter ernstig gewond uit deze strijd gekomen en overleed een jaar later (11 september 1298) aan zijn verwondingen. Daar hij voor zijn vader stierf, was hij nooit graaf van Artesië. Toen zijn vader, Robert II van Artois, in 1302 in de Guldensporenslag sneuvelde, brak er een oorlog om de opvolging uit in het graafschap Artesië, waarbij Filips' zus Mathilde van Artesië erin zou slagen om zich de macht toe te eigenen, nadat ze de wettigheid van Filips' enige, minderjarige zoon Robert in vraag had gesteld.

## Voorouders
| Voorouders van Filips van Artesië (1269-1298) | Voorouders van Filips van Artesië (1269-1298)                                  | Voorouders van Filips van Artesië (1269-1298)                                  | Voorouders van Filips van Artesië (1269-1298)                             | Voorouders van Filips van Artesië (1269-1298)                             | Voorouders van Filips van Artesië (1269-1298)                                  | Voorouders van Filips van Artesië (1269-1298)                                  | Voorouders van Filips van Artesië (1269-1298)                             | Voorouders van Filips van Artesië (1269-1298)                             |
| --------------------------------------------- | ------------------------------------------------------------------------------ | ------------------------------------------------------------------------------ | ------------------------------------------------------------------------- | ------------------------------------------------------------------------- | ------------------------------------------------------------------------------ | ------------------------------------------------------------------------------ | ------------------------------------------------------------------------- | ------------------------------------------------------------------------- |
| Overgrootouders                               | Lodewijk VIII van Frankrijk (1187-1226) ∞ 1200 Blanca van Castilië (1188-1252) | Lodewijk VIII van Frankrijk (1187-1226) ∞ 1200 Blanca van Castilië (1188-1252) | Hendrik II van Brabant (1168-1239) ∞ Maria van Zwaben (1201-1235)         | Hendrik II van Brabant (1168-1239) ∞ Maria van Zwaben (1201-1235)         | Robert van Courtenay-Champignelles (1160-1235) ∞ Mathilde de Mehun (1195–1240) | Robert van Courtenay-Champignelles (1160-1235) ∞ Mathilde de Mehun (1195–1240) | Gaucher of Joigny (-) ∞ Amicie de Montfort (-)                            | Gaucher of Joigny (-) ∞ Amicie de Montfort (-)                            |
| Grootouders                                   | Robert I van Artesië (1216-1250) ∞ 1200 Machteld van Brabant (1224-1288)       | Robert I van Artesië (1216-1250) ∞ 1200 Machteld van Brabant (1224-1288)       | Robert I van Artesië (1216-1250) ∞ 1200 Machteld van Brabant (1224-1288)  | Robert I van Artesië (1216-1250) ∞ 1200 Machteld van Brabant (1224-1288)  | Peter van Courtenay (1218-1250) ∞ Pétronille of Joigny (-1289)                 | Peter van Courtenay (1218-1250) ∞ Pétronille of Joigny (-1289)                 | Peter van Courtenay (1218-1250) ∞ Pétronille of Joigny (-1289)            | Peter van Courtenay (1218-1250) ∞ Pétronille of Joigny (-1289)            |
| Ouders                                        | Robert II van Artesië (1250-1302) ∞ 1200 Amicie van Courtenay (1250-1275)      | Robert II van Artesië (1250-1302) ∞ 1200 Amicie van Courtenay (1250-1275)      | Robert II van Artesië (1250-1302) ∞ 1200 Amicie van Courtenay (1250-1275) | Robert II van Artesië (1250-1302) ∞ 1200 Amicie van Courtenay (1250-1275) | Robert II van Artesië (1250-1302) ∞ 1200 Amicie van Courtenay (1250-1275)      | Robert II van Artesië (1250-1302) ∞ 1200 Amicie van Courtenay (1250-1275)      | Robert II van Artesië (1250-1302) ∞ 1200 Amicie van Courtenay (1250-1275) | Robert II van Artesië (1250-1302) ∞ 1200 Amicie van Courtenay (1250-1275) |